# Tranegårdskolen
Tranegårdskolen er en folkeskole i Hellerup, Gentofte Kommune. I dag (2015) har skolen ca. 500 elever fra 0.-9. fordelt i 21 klasser.

## Fritidsordning
For elever fra 0.-3. klasse hedder fritidsordningen GFO Tranegård. GFO'en er en forkortelse for Gentofte Fritidsordning, der tilbydes som tilbygning til skolen.
Elever i 4. og 5. klasse har mulighed for at være medlem af Hellerup fritidscenter (HFC), som er lokaliseret et par hundrede meter væk fra skolen. Her kommer også elever fra de andre skoler i Gentofte kommune. 
De ældste på skolen kan også blive medlem af HFC, men kan kun gå i aftenklub.
Prins Christian af Danmark har gået på Tranegårdskolen.